# Liste der Monuments historiques in Cutting
Die Liste der Monuments historiques in Cutting führt die Monuments historiques in der französischen Gemeinde Cutting auf.

## Liste der Objekte
| Bezeichnung                | Beschreibung | Standort                       | Kennzeichnung | Schutzstatus | Datum | Bild |
| -------------------------- | --- | ------------------------------ | ------------- | ------------ | ----- | ---- |
| Marienaltar                | linker Seitenaltar; Altartisch und Retabel; Holz, farbig gefasst und vergoldet, zweites Viertel des 18. Jahrhunderts  | in der Kirche St-Martin (Lage) | PM57000474    | Classé       | 1993  |      |
| Wandvertäfelung            | Eichenholz, teilweise vergoldet, zweites Viertel des 18. Jahrhunderts                                                 | in der Kirche St-Martin (Lage) | PM57000475    | Classé       | 1993  |      |
| Chorgestühl                | Eichenholz, zweites Viertel des 18. Jahrhunderts                                                                      | in der Kirche St-Martin (Lage) | PM57000476    | Classé       | 1993  |      |
| Sechs Altarleuchter        | am Hauptaltar; Goldschmiedearbeit, zweites Viertel des 18. Jahrhunderts                                               | in der Kirche St-Martin (Lage) | PM57000472    | Classé       | 1993  |      |
| Hauptaltar                 | Ensemble aus PM57000469 und PM57000470                                                                                | in der Kirche St-Martin (Lage) | PM57000468    | Classé       | 1993  |      |
| Retabel des Hauptaltars    | Holz, farbig gefasst und vergoldet, zweites Viertel des 18. Jahrhunderts                                              | in der Kirche St-Martin (Lage) | PM57000469    | Classé       | 1993  |      |
| Altartisch des Hauptaltars | Holz, farbig gefasst und vergoldet, zweites Viertel des 18. Jahrhunderts                                              | in der Kirche St-Martin (Lage) | PM57000470    | Classé       | 1993  |      |
| Altarkreuz                 | am Hauptaltar; Goldschmiedearbeit, zweites Viertel des 18. Jahrhunderts                                               | in der Kirche St-Martin (Lage) | PM57000471    | Classé       | 1993  |      |
| Seitenaltar                | rechter Seitenaltar; Altartisch und Retabel; Holz, farbig gefasst und vergoldet, zweites Viertel des 18. Jahrhunderts | in der Kirche St-Martin (Lage) | PM57000473    | Classé       | 1993  |      |
| Kredenz                    | Eichenholz, zweites Viertel des 18. Jahrhunderts                                                                      | in der Kirche St-Martin (Lage) | PM57000477    | Classé       | 1993  |      |
| Lesepult                   | Holz, zweites Viertel des 18. Jahrhunderts                                                                            | in der Kirche St-Martin (Lage) | PM57000478    | Classé       | 1993  |      |